# Pravý úhel

Pravý úhel vyznačený obloučkem s tečkou.

Pravý úhel vyznačený malým čtverečkem.

Pravý úhel je úhel, který tvoří polovinu přímého úhlu či čtvrtinu plného úhlu. Jeho numerická hodnota ve stupních je 90, v radiánech π/2, 100 v gradiánech. Název pravý úhel vznikl nepřesným překladem latinského termínu angulus rectus, kde ovšem slovo rectus bylo původně použito ve významu „vzpřímený“, nikoli „pravý“.
Na výkresech se pravý úhel označuje tečkou poblíž průsečíku uvnitř obloučku vyznačujícího úhel (některé evropské země včetně Polska, Německa a Česka) nebo malým čtverečkem (zbytek světa).
S pravým úhlem jsou těsně spojeny pojmy kolmice (přímky tvořící pravý úhel v průsečíku), ortogonalita (kolmost vektorů) a pravoúhlý trojúhelník (trojúhelník, jehož některý vnitřní úhel je pravý).

## Konstrukce

Konstrukce pravého úhlu pomocí Thaletovy věty

Konstrukce pravého úhlu se provádí například některým z následujících způsobů:
- úhloměrem nebo šablonou, např. školním trojúhelníkem s ryskou;
- sestavením trojúhelníka se stranami o délkách 3, 4 a 5 (případně lze použít i jiné pythagorejské trojice čísel),[2] což podle Pythagorovy věty zaručuje vznik pravoúhlého trojúhelníku;
- klasickou konstrukcí pomocí kružítka a pravítka. Nejčastěji se používají následující dvě. Obě začínají tím, že narýsujeme přímku h a vyznačíme na ní bod P, kde má být pata kolmice. Pak se pokračuje:

1. Buď narýsujeme kružnici o libovolném poloměru se středem v bodě P. Ta protne h v bodech A a B. Kolem každého z bodů A a B narýsujeme kružnici s poloměrem |AB|. Spojnice průsečíků dvou kružnic se středy v A a v B je kolmá na h a prochází bodem P. (Stačí také vytvořit jeden průsečík a propojit ho přímkou s P.) Je tomu tak proto, že hledaná kolmice je množina (geometrické místo) bodů, jež jsou stejně vzdáleny od A i od B. Vzhledem k tomu, že obě kružnice měly stejný poloměr, tak jejich průsečík musí být vzdálen od A i B stejně, konkrétně o délku |AB|. Proto oba průsečíky leží na kolmici k h. A jelikož jsme A a B na začátku konstrukce zvolili tak, aby i pata P měla od nich stejnou vzdálenost, musí také P ležet na této kolmici.
2. Anebo zvolíme obecný bod M v rovině mimo přímku a opíšeme kolem něj kružnici procházející bodem P. Tato kružnice protne přímku h ještě v dalším bodě B. Sestrojíme přímku procházející body B a M, která protne kružnici v bodě P'. A přímka PP' je hledaná kolmice. (Vizte animaci.) Důkaz správnosti této konstrukce využívá Thaletovu větu. Ta říká, že všechny trojúhelníky, jejichž střed kružnice opsané půlí nejdelší stranu, jsou pravoúhlé. Platí i pro trojúhelník BPP', takže úhel proti přeponě BP' je pravý.